# 遠藤剛 (警察官僚)
遠藤 剛（えんどう つよし、1970年4月29日-  ）は、日本の警察官僚。警察庁長官官房人事課長。

## 来歴
福島県出身。東京大学法学部を卒業後、1995年 (平成7年)、警察庁入庁。
刑事畑が長く、入庁後、奈良県警察本部刑事部捜査第二課長、在香港日本国総領事館領事、警察庁長官官房企画官兼刑事局刑事企画課理事官、警視庁刑事部捜査第二課長、警察庁長官官房人事課人事総括企画官などを歴任。
2019年3月8日、内閣官房長官秘書官事務取扱(菅義偉官房長官)に就任し、危機管理対応に当たった。
2020年9月16日、内閣総理大臣秘書官(菅義偉内閣、事務担当)に就任し、自然災害などに対する危機管理を担った。
2021年11月26日、和歌山県警察本部長に就任し、人身安全対策課・警備企画課の発足などを行った。
2022年8月26日、警察庁長官官房総務課長に就任。
2023年9月15日、警察庁長官官房人事課長に就任。

## 略歴
- 1995年4月-   警察庁入庁[1][6]
- 1998年8月-   警察庁生活安全局生活環境課付[6]
- 2000年9月-   奈良県警察本部刑事部捜査第二課長[16]
- 2002年9月-   警視庁刑事部捜査第二課課長代理(第四知能犯担当)[17][18]
- 2004年9月-   警察庁刑事局捜査第二課課長補佐[6]
- 2005年10月- 警察庁長官官房人事課課長補佐[6]
- 2008年7月-   在香港日本国総領事館領事[6]
- 2011年9月-   警察庁刑事局捜査第二課理事官[6]
- 2013年2月-   警察庁長官官房企画官兼刑事局刑事企画課理事官[6]
- 2014年9月-   警察庁長官官房総務課政策企画官兼刑事局付[6][19]
- 2015年8月-   警視庁刑事部捜査第二課長[19]
- 2016年11月- 警察庁長官官房人事課人事総括企画官 (任警視長)[20][21]
- 2018年12月- 警察庁警備局付(内閣官房内閣参事官(内閣情報調査室兼内閣官房))[22]
- 2019年3月-    警察庁警備局付(内閣官房長官秘書官事務取扱(菅義偉官房長官))[6][7]
- 2020年
  - 9月-           内閣総理大臣秘書官 (菅義偉内閣、事務担当)[7][8][9]
  - 10月4日-  警察庁長官官房付[23]
  - 10月18日-警察庁刑事局付[24]
- 2021年11月-  和歌山県警察本部長[7][11][12]
- 2022年8月-    警察庁長官官房総務課長[14] [15] [注釈 1]
- 2023年9月-    警察庁長官官房人事課長[2][3]